# 漁光村 (香港)
漁光村（英語：Yue Kwong Chuen）是香港的一個公共屋邨，位於南區香港仔東北部石排灣的香港仔水塘道，石排灣邨以北，香港仔郊野公園以南，是香港仔市區和郊區之分界，也是不少登山人士出發的地點。漁光邨是香港房屋協會唯一於南區的出租屋邨，由建築師阮達祖設計。

## 歷史
1960年代初期，香港政府計劃發展香港仔，漁光村在1962年建成，為南區和香港仔第一座成立的屋邨，也是房屋協會建立的第六個出租屋邨。
2010年至2012年年期，房協每年都為漁光村翻新，並且安裝了升降機。
2012年12月14日，房協主席鄔滿海表示，正計劃重新興建漁光村以增加房屋供應，住戶們對此意見不一。
2018年中，為善用現有出租房屋資源，房協把漁光村因應重建計劃而騰空的約200個單位翻新，這批單位全屬小型單位，並推出首個「暫租住屋」過渡性房屋計劃，在8月3日截止申請，在同年底至2019年5月陸續入伙。
房協預計在2023年為漁光村分期進行重建，並且正在田灣石排灣道45號（田灣山道交界）興建單棟安置屋邨漁映樓以安置首批重建受影響的住戶，預計2025年完工，首批拆卸樓宇重建後將用以安置下一批重建受影響的住戶。

## 住宅及設施

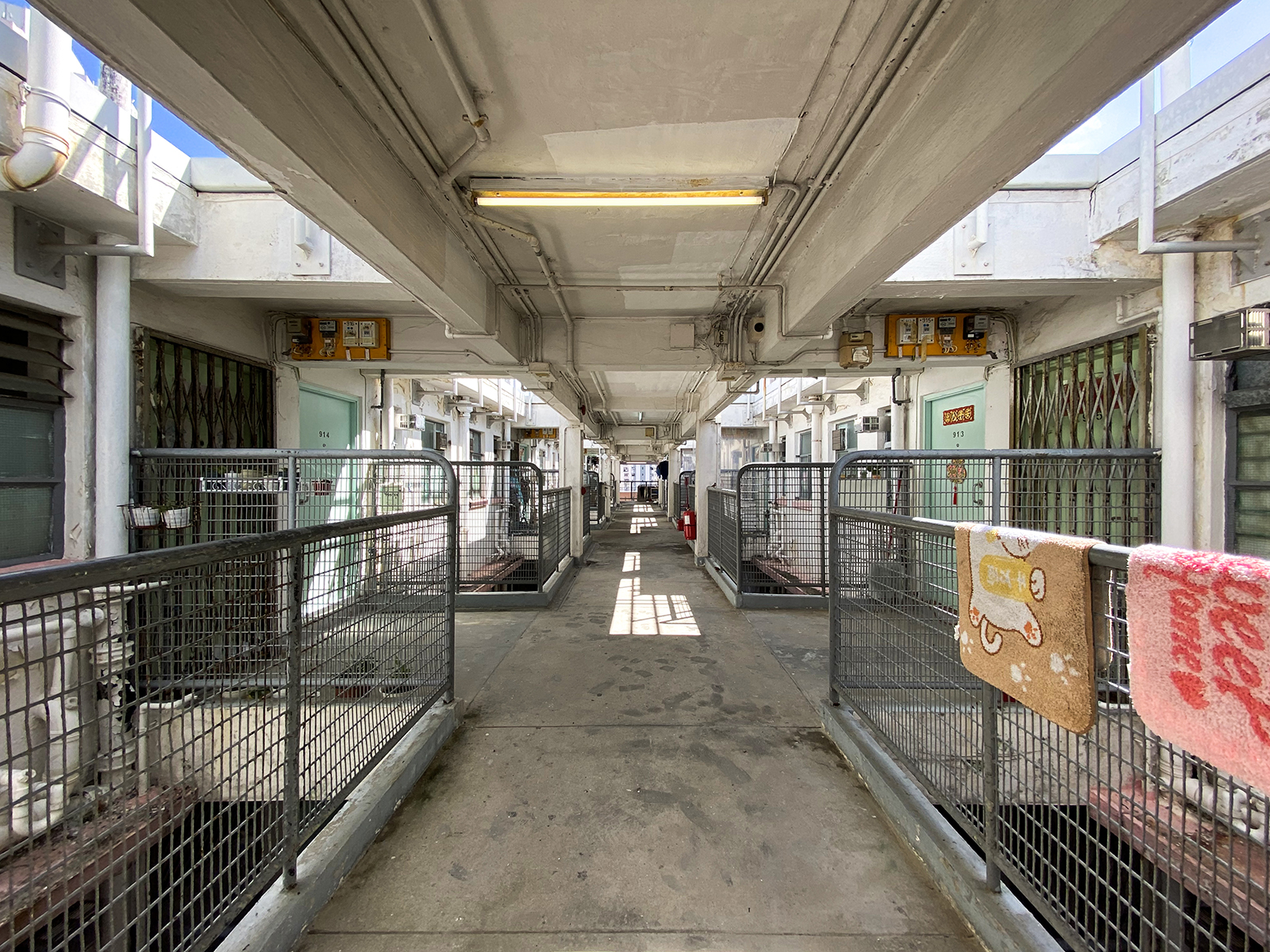
漁光村內部設計強調採光和通風，中央的走廊設開放式通風井，單位與單位之間用小橋連繫

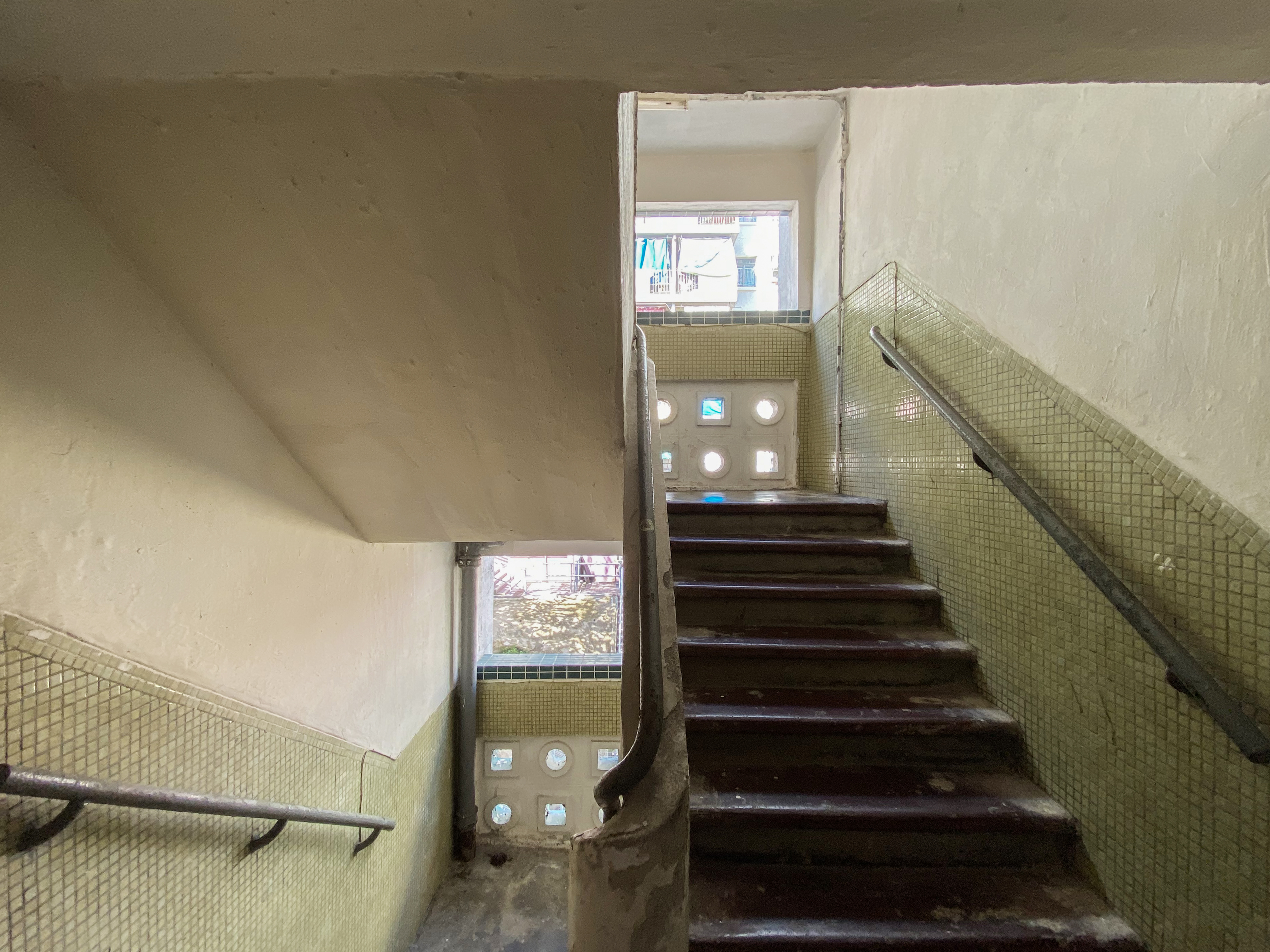
漁光村海港樓樓梯位置之間的格柵牆，交錯排序著圓形和正方形的石屎通花磚

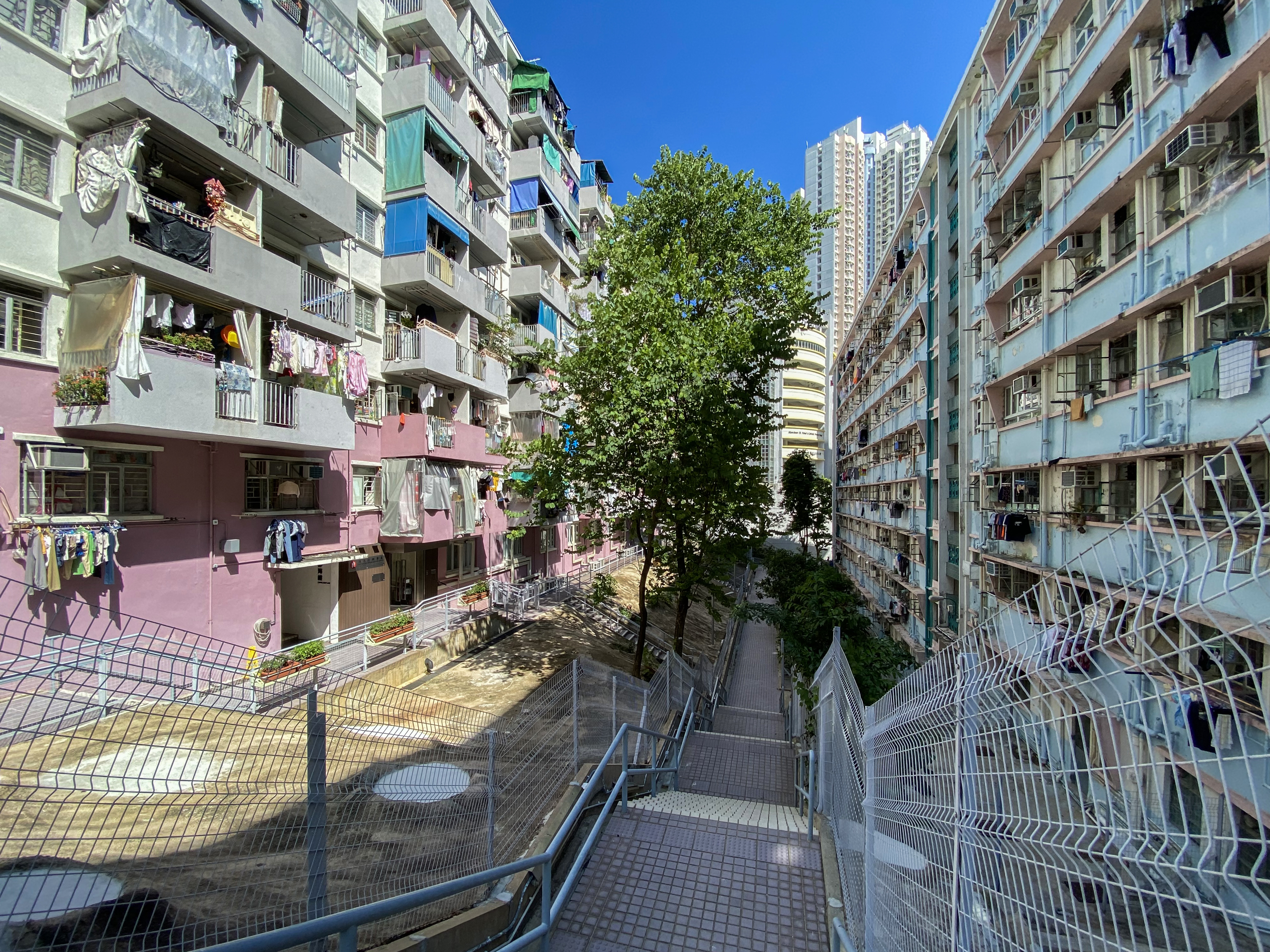
靜海樓（左）和海港樓（右）

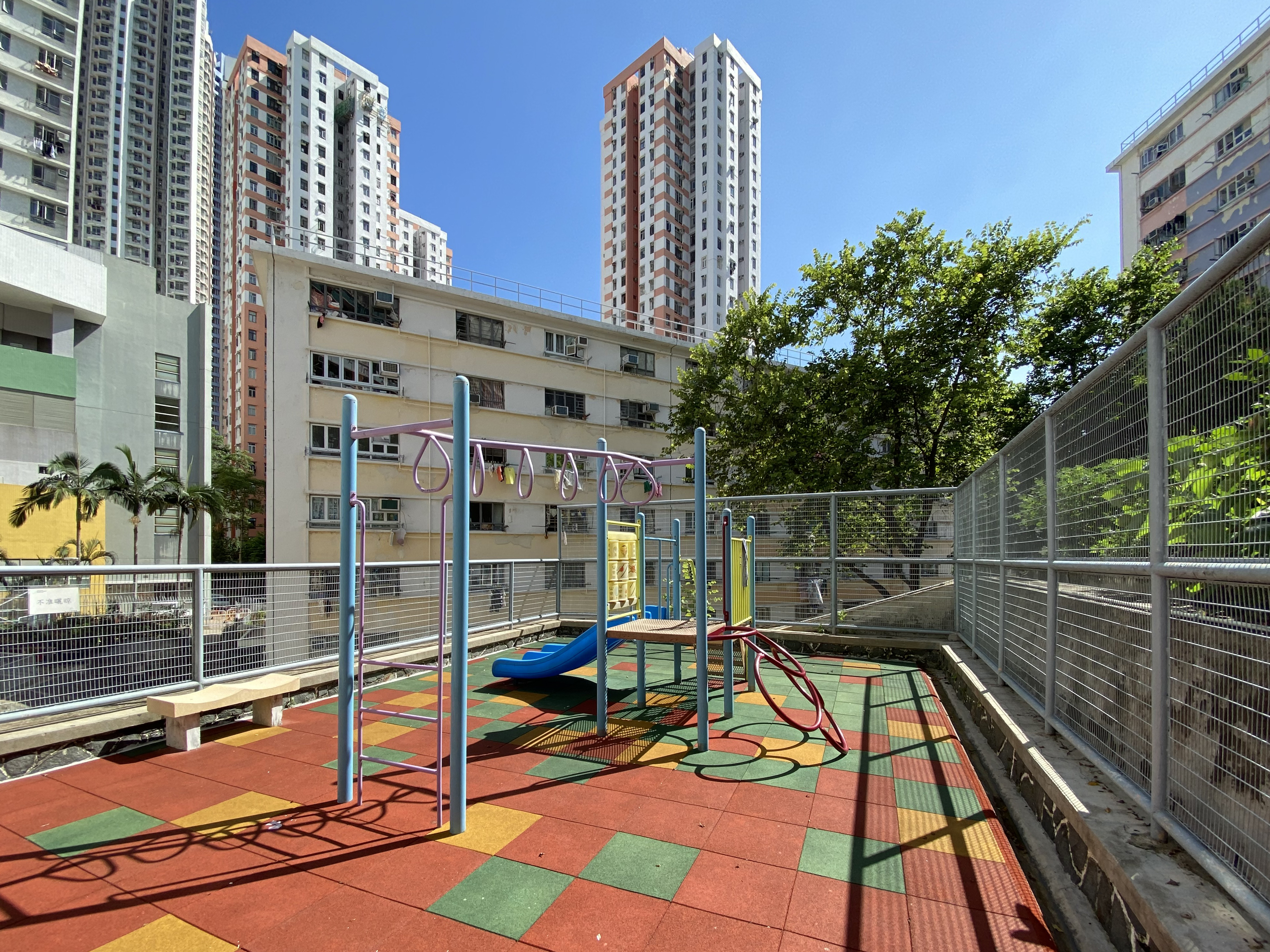
兒童遊樂場

漁光村設有5座住宅，分兩期落成，第一期為白沙樓、順風樓及海港樓；第二期為靜海樓及海鷗樓，房協只在第二期加設了電梯及保安大閘，而第一期樓宇則兩者皆沒有。漁光村是房協也是香港仔現存最舊的屋邨。邨內設施貧乏，只有一個小型露天公眾停車場（54個車位），8個電單車位，一個迷你兒童遊樂場和一個小型休憩公園。
房協本來在2000年打算重建漁光邨，後來擱置。在2010至2012年在第二期樓宇內，大幅度地改裝原有設施，加鋪地磚，加設門牌及指示牌，加裝電梯及大廈大門。

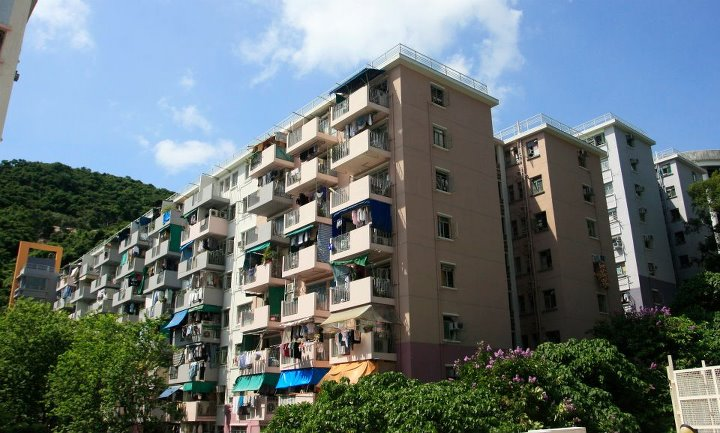
第二期的靜海樓及海鷗樓
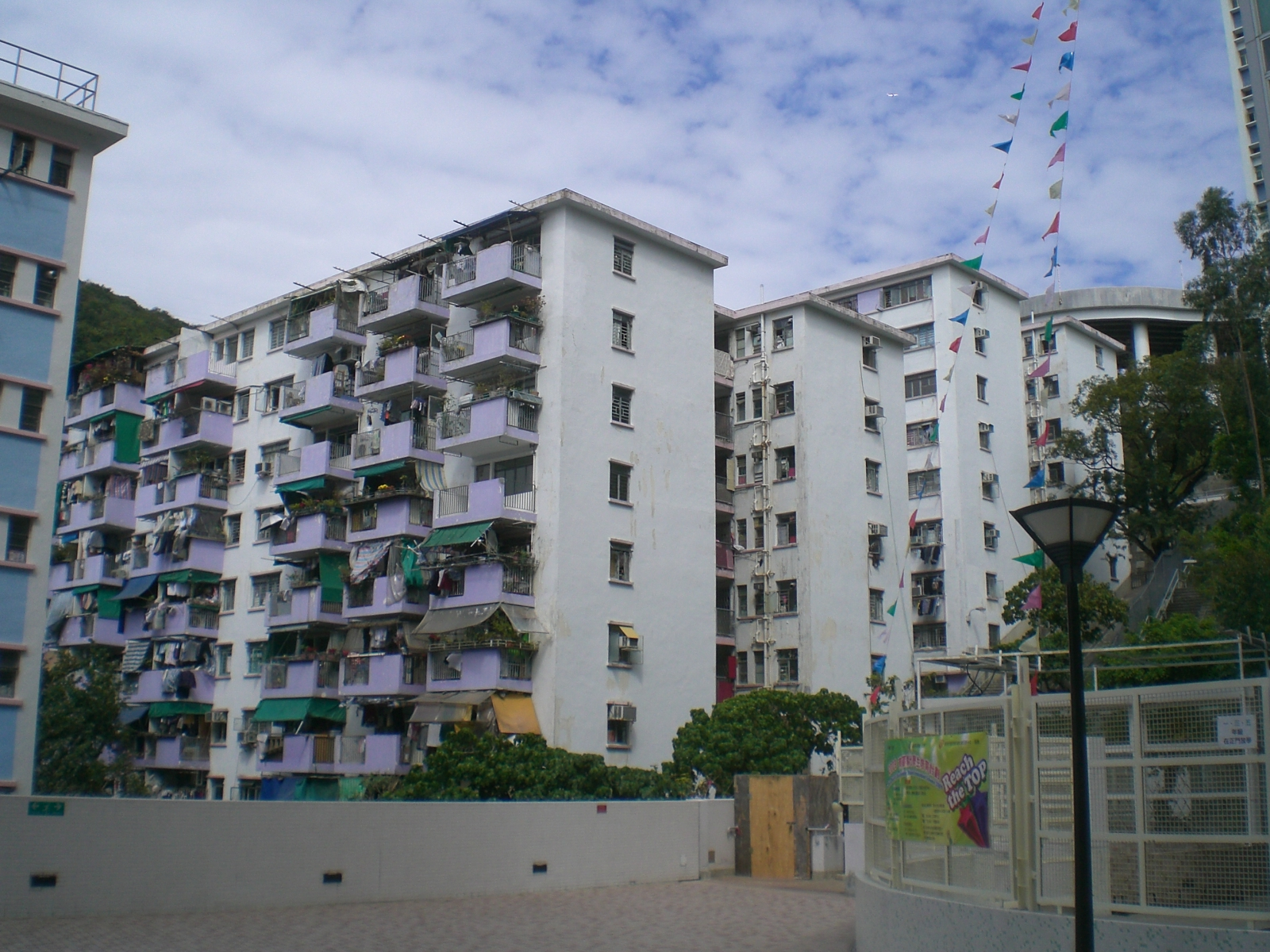
翻油前的靜海樓及海鷗樓（2009年）
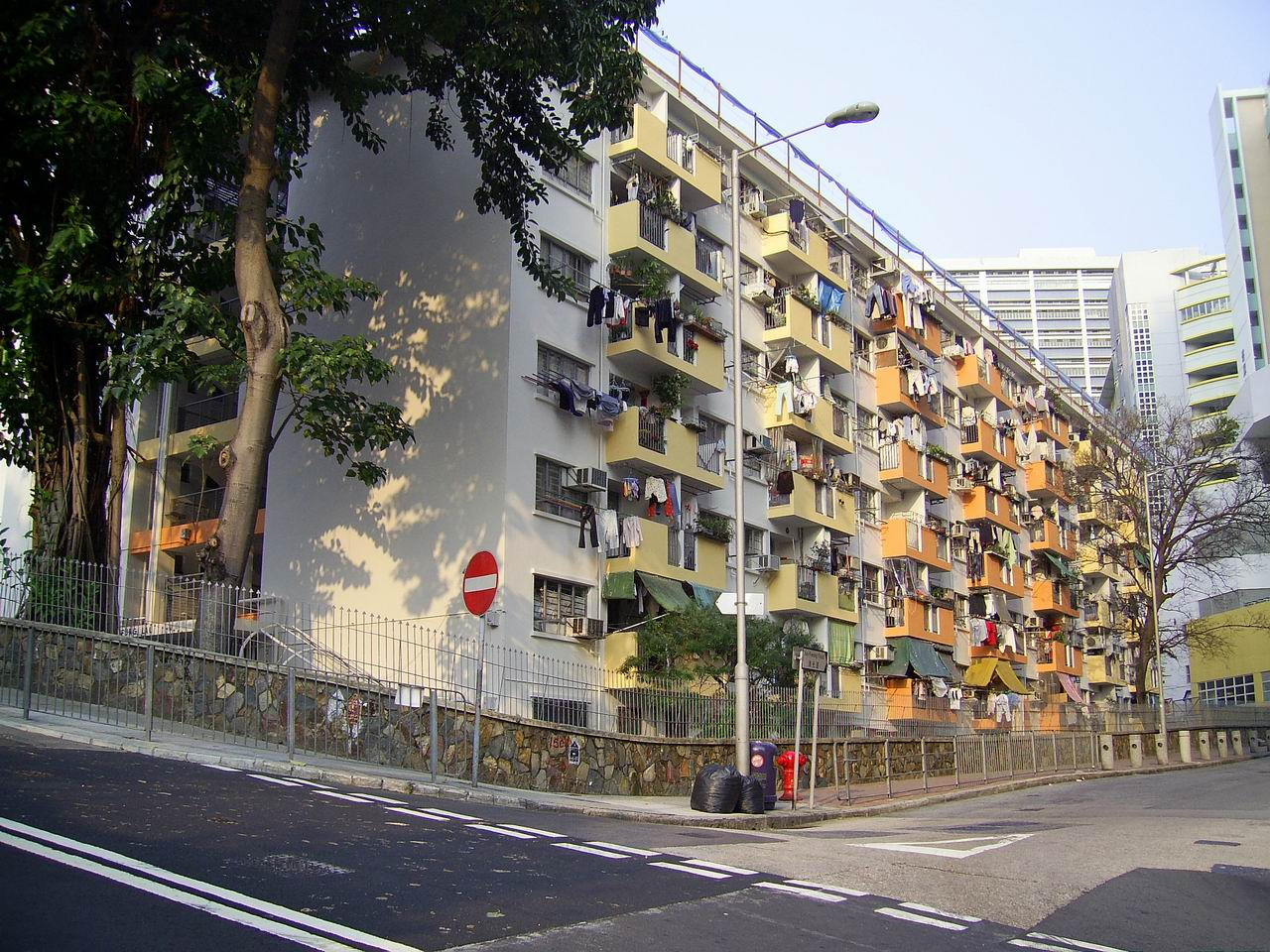
第一期的順風樓
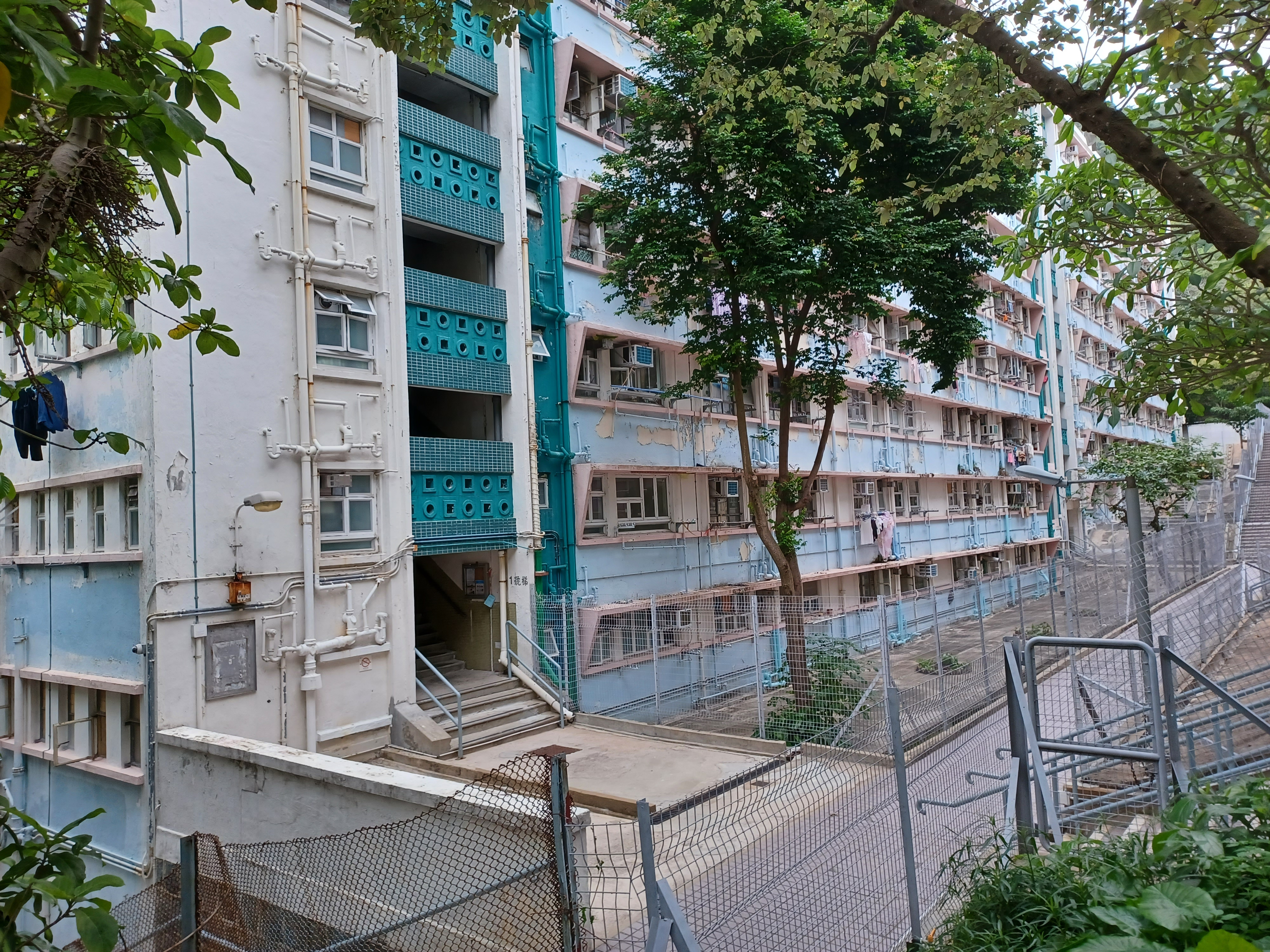
近攝海港樓
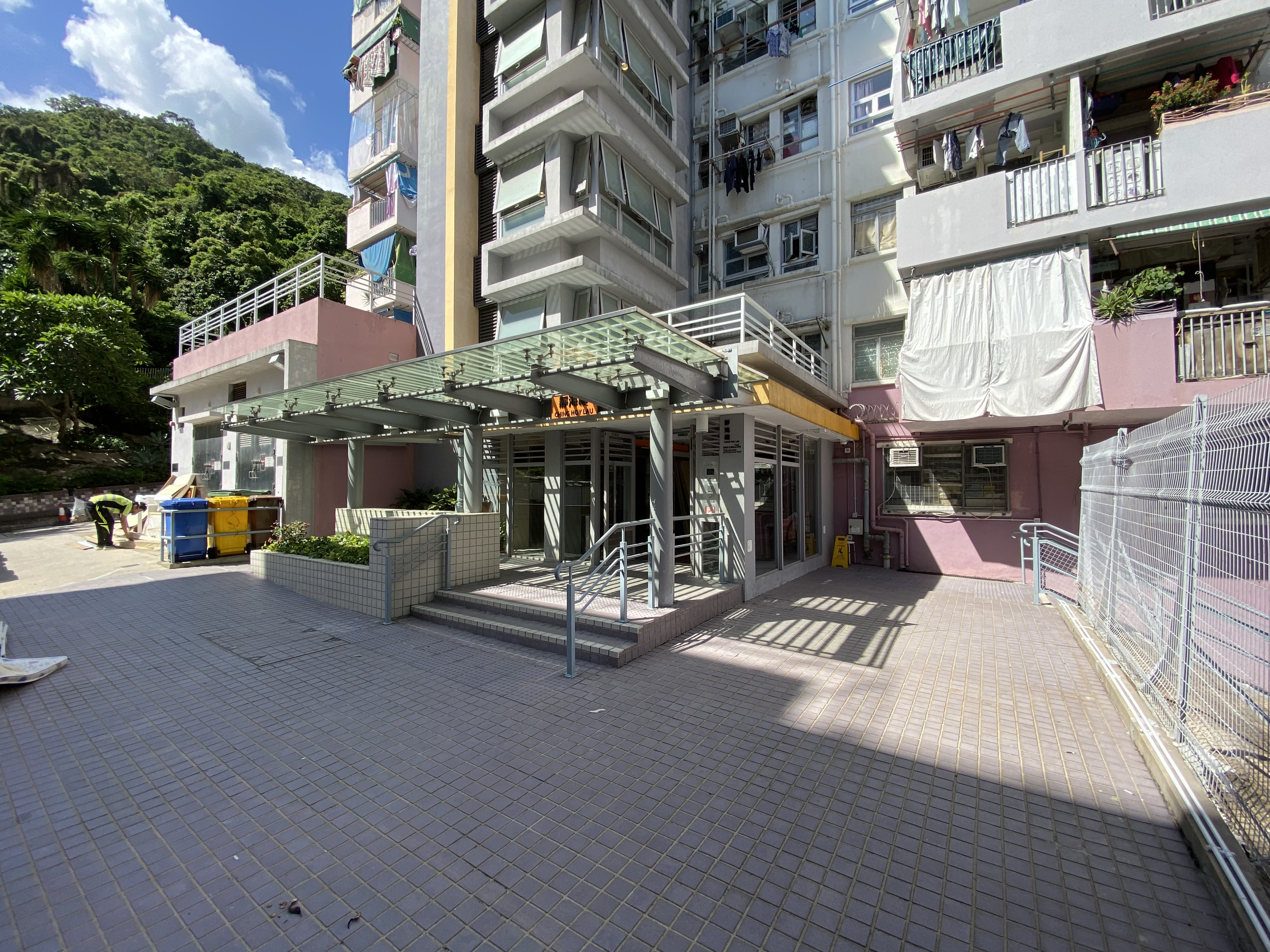
靜海樓在2012年加裝電梯及大廈大門
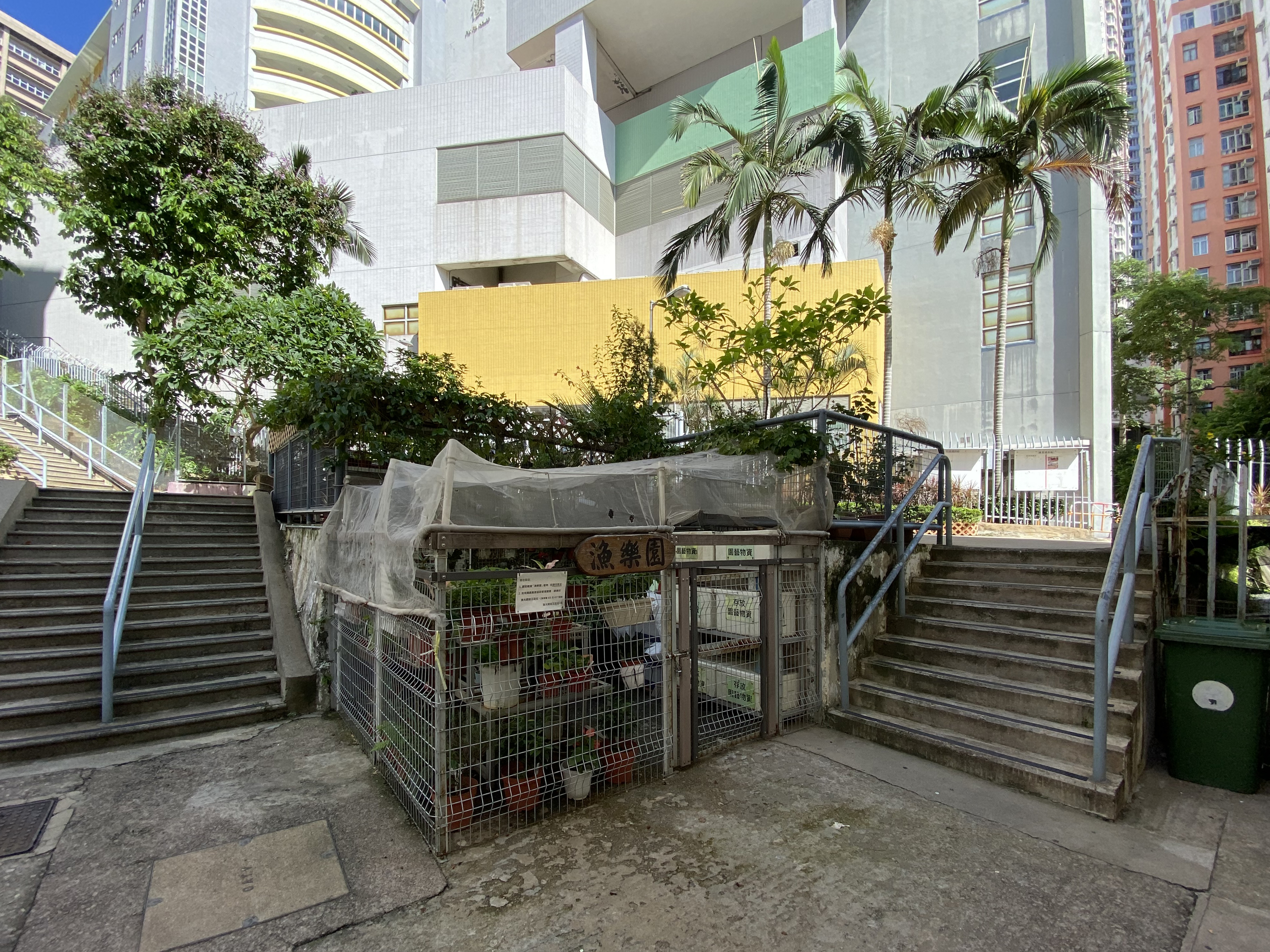
順風樓對出設「漁樂園」

2018年，房協花費2,000萬翻新漁光村而成的「暫住租屋」過渡性房屋出租計劃提供1至3人單位3個類別，面積從1人單位的14平方米至最大3人單位的28平方米，暫租費用介乎560至1400元。

## 屋邨資料

### 樓宇
| 樓宇名稱 | 門牌號碼         | 樓宇類型 | 落成年份 | 層數 | 每層伙數 | 單位數目（伙） | 建築師 | 原先提供升降機的廠商 | 2012年提供升降機的廠商 | 期數 |
| -------- | ---------------- | -------- | -------- | ---- | -------- | -------------- | ------ | -------------------- | ---------------------- | ---- |
| 白沙樓   | 香港仔水塘道24號 | 長型大廈 | 1962年   | 10   | （待補） | 155            | 阮達祖 | （不設升降機）       | （沒有加建）           | 1    |
| 順風樓   | 香港仔水塘道22號 | 長型大廈 | 1963年   | 7    | （待補） | 195            | 阮達祖 | （不設升降機）       | （沒有加建）           | 1    |
| 海港樓   | 香港仔水塘道26號 | 長型大廈 | 1963年   | 11   | （待補） | 282            | 阮達祖 | （不設升降機）       | （沒有加建）           | 1    |
| 靜海樓   | 香港仔水塘道28號 | 長型大廈 | 1965年   | 9    | （待補） | 269            | 阮達祖 | （不設升降機）       | 奧的斯                 | 2    |
| 海鷗樓   | 香港仔水塘道30號 | 長型大廈 | 1965年   | 9    | （待補） | 274            | 阮達祖 | （不設升降機）       | 奧的斯                 | 2    |

### 出租單位面積及編配標凖
| 單位款式 | 編配標凖  | 室內樓面面積                 |
| -------- | --------- | ---------------------------- |
| 小型單位 | 1-3人     | 14至27.8 m2 151至299 sq ft   |
| 中型單位 | 4-6人     | 28.8至40.8 m2 310至439 sq ft |
| 大型單位 | 6人或以上 | 50 m2 540 sq ft              |